# 白石真澄
白石 真澄（しらいし ますみ、女性、1958年11月6日 - ）は、日本の評論家である。関西大学名誉教授。内閣府規制改革会議福祉・保育・介護タスクフォース主査を務めた。

## 人物
大阪府生まれ。1977年、大阪府立千里高等学校を卒業後、同志社女子大学家政学部に入学するも、1978年に同退学。1980年に関西大学工学部入学し、1984年に同卒業。1986年、関西大学大学院工学研究科修士課程修了。
政府各種委員会委員、コメンテーターとしてテレビ出演多数、子育てや共働き生活、女性の育児と仕事に関する著作がある。
一方、子育てと共働きについて、自身は家事のほとんどを同居の母親に任せ、急用時の保育所への迎えも近所の魚屋に頼んだという。また、出演したテレビ番組では、過去に子供を育てる事に限界を感じたことを明かしたが、そのなかでの「子供を生ゴミと感じた」、「捨てたい」などの発言は一部で問題視された。
また、白石は新自由主義的な考えの持ち主であり、派遣労働者規制にも反対の立場を明確にしている。

### 経歴

#### 生い立ち
1977年（昭和52年）大阪府立千里高等学校、1984年（昭和59年）関西大学工学部建築学科、1987年（昭和62年）関西大学大学院工学研究科建築計画学専攻修士課程修了。

#### 会社員時代
大学院を修了した1987年（昭和62年）に西武百貨店入社。ロフトのプロジェクト室で店舗開発に携わるなどした。
1990年（平成2年）、ニッセイ基礎研究所に転じた。同研究所では社会研究部門に所属し、主任研究員を務めたが、このころより、テレビ番組等にも出演するようになって広く知られるようになった。

#### 論客として
2002年（平成14年）、東洋大学経済学部社会経済システム学科助教授に就任。2004年（平成16年）、同教授に昇格。
2005年（平成17年）夏、郵政解散後に自民党から郵政民営化に造反した自民議員の刺客候補として、同年9月の第44回衆議院議員総選挙に立候補することを要請されたが、これを固辞した。
2006年（平成18年）、政府の教育再生会議委員に就任。2007年（平成19年）には関西大学政策創造学部教授に就任するとともに、初代日本中央競馬会公正審査委員にも任命されている。2013年6月からは旭化成株式会社取締役を兼務。

#### 千葉県知事選への立候補
2008年（平成20年）11月、民主党千葉県連が、翌年3月に行われる千葉県知事選挙に白石を擁立する意向であることが報じられた。この後白石は出馬会見を行ったが、民主党は、白石の政策構想に県連との間で結んだ政策協定の内容が反映されていないとし、推薦を取り消した。
選挙では民主党はいすみ鉄道の前社長吉田平を推薦、白石は公明党の支持を受けての立候補となった。得票結果は、森田健作が45.5%で当選、白石は第3位となる15.5%の得票率に留まり、大差での落選。

## 政府審議委員会歴
- 内閣官房　教育再生会議委員（第一分科会主査）
- 内閣府　規制改革会議委員
- 内閣府　今後の高齢社会対策の在り方等に関する検討会委員
- 名古屋市子ども青少年局政策参与
- 千葉県教育委員会委員
- 国土交通省　社会資本整備審議会委員
- 国土交通省　交通政策審議会委員
- 総務省　過疎問題懇談会委員
- 内閣官房　構造改革特区評価委員（2004年-2007年）
- 内閣府　少子化社会対策検討会委員（2004年度）

## 著書
- 「バリアフリーのまちづくり―超高齢社会への環境整備」 ISBN 4532144345 （日本経済新聞社、1995年）
- 「少子社会への11人の提言」 ISBN 4324062714 （共著、ぎょうせい、2000年）
- 「保育園ママのおたすけガイド-預けて働くみんなの知恵-」　ISBN 4879545724　（法研、2005年）

## テレビ
- 「スーパーモーニング」（テレビ朝日系、レギュラーコメンテーター）
- 「情報ライブ ミヤネ屋」（読売テレビ、不定期コメンテーター）

## ラジオ
- 寺島尚正 ラジオパンチ! （文化放送）　※火曜日担当コメンテーター